# Weissport East
Weissport East est une census-designated place située dans le comté de Carbon, dans l’État de Pennsylvanie, aux États-Unis. Lors du recensement de 2020, elle compte 1 661 habitants.